# Igor Vovtsjantsjoen
Igor Jaroslavovitsj "Ice Cold" Vovtsjantsjoen (Oekraïens: Ігор Ярославович Вовчанчин) (Charkov, 6 augustus 1973) is een Oekraïens voormalig Mixed Martial Arts-vechter. 
Hij won zeven toernooien en daarnaast behaalde hij de finale van de Pride Grand Prix 2000.